# Newman-Haas Racing
Newman-Haas Racing was een Amerikaans raceteam dat deelnam aan de IndyCar Series. Het werd in 1983 opgericht door voormalig coureur Carl Haas en acteur Paul Newman. Het team had de naam Newman-Haas Racing. In 2007 vervoegde Mike Lanigan zich bij het team en werd de naam veranderd in Newman-Haas-Lanigan Racing. In mei 2010 veranderde het team terug naar de naam Newman-Haas Racing. Op 1 december 2011 werd bekendgemaakt dat het team niet deel zal nemen aan het kampioenschap van 2012.

## Champ Car
Voormalig Formule 1 wereldkampioen Mario Andretti won in 1984 de eerste titel in het Champ Car kampioenschap voor het team. In 1991 won zijn zoon Michael de titel. In 1993 kwam Nigel Mansell rijden voor het team. Hij werd meteen kampioen dat jaar. Hij was het jaar ervoor wereldkampioen Formule 1 geworden en op het moment dat hij Champ car kampioen werd, was het Formule 1 kampioenschap nog niet beslist. Daardoor was Mansell voor een korte tijd de enige coureur in de geschiedenis van de autosport die gelijktijdig regerend wereldkampioen Formule 1 en Champ Car was. In 2002 werd de Braziliaan Cristiano da Matta kampioen voor het team. De vier laatste seizoenen van het Champ Car kampioenschap werden gewonnen door de Fransman Sébastien Bourdais. Daarna hield het kampioenschap op te bestaan.
Kampioenschapstitels
- 1984  Mario Andretti
- 1991  Michael Andretti
- 1993  Nigel Mansell
- 2002  Cristiano da Matta
- 2004  Sébastien Bourdais
- 2005  Sébastien Bourdais
- 2006  Sébastien Bourdais
- 2007  Sébastien Bourdais

## IndyCar Series
Na de fusie tussen de IndyCar Series en de Champ Car ging het team racen in de IndyCar Series. In 2008 wonnen NHLR-rijders Graham Rahal en Justin Wilson elk één race. 
Het team heeft voor 2009 de rijders Graham Rahal en Nederlander Robert Doornbos in dienst. Doornbos haakte echter af na 12 races, en maakte een overstap naar HVM Racing. Zijn vervanger was in eerste instantie de Spanjaard Oriol Servia. Later was het de Brit Alex Lloyd die Doornbos' wagen overnam. In 2010 ging het team aan de slag met Hideki Muto die van Andretti Autosport overkwam. In 2011 reed James Hinchcliffe voor het team. Hij behaalde dat jaar drie keer een vierde plaats.